# Jay Sean
Jay Sean, pseudonimo di Kamaljit Singh Jhooti (Londra, 26 marzo 1981), è un cantante e produttore discografico britannico di musica pop e R&B. Ha pubblicato tre album: Me Against Myself (2004), My Own Way (2008) e All or Nothing (2009) e possiede una propria casa discografica che si chiama Jayded Records. Inoltre è l'artista britannico che ha venduto di più in America dai tempi di Elton John.

## Carriera
Jay Sean è cresciuto a Southall nel Regno Unito insieme ai suoi genitori e i nonni. I suoi genitori, di origine indiana, si trasferirono a Londra negli anni sessanta. 
Jay Sean ha iniziato a cantare rap dall'età di 11 anni nel gruppo Compulsive Disorder insieme ad alcuni amici ed un suo cugino.
Debutta sulla scena asiatica underground come membro dei Rishi Rich Project con il brano Dance with You, che raggiunge la dodicesima posizione della Official Singles Chart nel 2003. Questa esperienza gli permette di ottenere un contratto con la Virgin Records, ed avere due singoli (pubblicati come solista) nella top ten britannica nel 2004: Eyes on You alla sesta e Stolen alla quarta. Entrambi i brani vengono inclusi nell'album di debutto Me Against Myself che, nonostante la modesta accoglienza in Gran bretagna, venderà più di due milioni di copie in Asia e ad oggi rimane il suo lavoro di maggior successo. Insieme ai Rishi Rich Project, Sean è stato uno dei pionieri della fusione fra Bhangra e R&B.
In seguito Sean lascia la Virgin Records nel 2006 per fondare la propria etichetta indipendente, la Jayded Records. Dopo un periodo di inattività di quattro anni, nel 2008 pubblica il singolo Ride It, che raggiunge la posizione numero undici nel Regno Unito e raggiunge la vetta di numerose classifiche est-europee, inclusa la Romania, dove Ride It diventa uno dei brani di maggior successo dell'anno. Seguono i singoli Maybe, settimo posto nella classifica giapponese, e Tonight. I tre brani fanno parte dell'album My Own Way, secondo lavoro del cantante e suo maggior successo nel Regno Unito, dove raggiunge la sesta posizione della Official Albums Chart, e la vetta della Official R&B Chart.
Alla fine del 2008, Jay Sean firma un contratto con la Cash Money Records, tramite la quale nel 2009, debutta negli Stati Uniti con il singolo Down (in collaborazione col rapper Lil Wayne), che raggiunge la prima posizione della Billboard Hot 100, rendendolo il primo artista di origini asiatiche ad ottenere questo merito. Down vende oltre tre milioni di copie nei soli Stati Uniti rendendolo l'artista britannico/europeo di strada più famoso nelle hit-parade statunitensi., e viene seguito da un altro successo, Do You Remember, che riesce ad entrare nella top ten della Billboard Hot 100, rendendolo il primo cantante uomo dai tempi di Chingy nel 2003 ad avere i primi due singoli della propria carriera simultaneamente nella top ten della classifica Billboard." Entrambe le canzoni sono estratte dal suo terzo album, All or Nothing, suo lavoro di debutto negli Stati Uniti.
Il 2 novembre 2010 verrà pubblicato Freeze Time il suo quarto album in studio internazionale (secondo americano) e, ad anticipare questo progetto, saranno i singoli 2012 (It Ain't the End) e Break your Back che verranno pubblicati simultaneamente. Il primo è in collaborazione con Nicki Minaj e sta ottenendo ottimi riscontri di critica e pubblico, esordendo alla numero 50 nella classifica Billboard Hot 100.
Jay Sean è stato anche soprannominato "One man band" ed è stato classificato alla posizione 35 della classifica stilata da Billboard dei migliori 100 artisti del 2009.
Jay Sean ha anche scritto alcune canzoni per Corbin Bleu, Shinee e Coco Lee.

## Discografia
- Me Against Myself (2004)
- My Own Way (2008)
- All or Nothing (2009)
- Worth It All (2013)[21][22]